# بوئناویستا (کوردوبا)
بوئناویستا (انگلیسی: Buenavista, Córdoba) نام شهری در کشور کلمبیا است.